# غليندا كولينز
غليندا كولينز (بالإنجليزية: Glenda Collins)‏ هي مغنية بريطانية، ولدت في 16 ديسمبر 1943.

## وصلات خارجية
- غليندا كولينز على موقع IMDb (الإنجليزية)
- غليندا كولينز على موقع ميوزك برينز (الإنجليزية)
- غليندا كولينز على موقع ديسكوغز (الإنجليزية)